# Château de Barjac
Le château de Barjac, aussi appelé château des Comtes du Roure, est un château situé dans le village Barjac, dans le département du Gard, dans le sud de la France. Il tire son nom de ses commanditaires et propriétaires jusqu'à la Révolution française : les comtes du Roure issus de la Famille de Beauvoir du Roure. Il est inscrit aux monuments historiques en 1993.

## Histoire
Il est constitué par trois châteaux d'âges et de styles différents, séparés par une cour intérieure avec :
- La tour seigneuriale, bâtie sur un rocher au lieu-dit "Bargacum" datée de la seconde moitié du Xe siècle. La partie supérieure de cet édifice, soutenant le clocher fut, quant à lui, construit en 1649 afin d'y accueillir la cloche communale encore visible actuellement [3].

- Le Château vieux ou "Castel Viel" où se situeront plus tard les prisons de Barjac fut construit au cours du XIIe siècle, le Château est à l'origine un simple donjon de 3 niveaux surmonté d'un clocher. C'est alors une maison forte pour affirmer la dominance de la famille sur le secteur. Peu à peu le village de Barjac se développe autour du Château et devient une bourgade importante sur la route qui relie les monts d’Ardèche à la vallée du Rhône et Aigues-Mortes.

La Cité prospère s'entoure de remparts dont il subsiste encore aujourd'hui les vestiges notamment la porte basse de la ville .
- Au XVIIe siècle, un nouveau Logis est construit et relié au premier bâtiment par de grandes écuries et une galerie voûtée surmontée de jardins suspendus (ces jardins se sont effondrés au début du XXe siècle.

La bâtisse de plan carré se développe sur 4 niveaux; au rez-de-chaussée les communs et les cuisines, au premier les salons et Bureau du comte, ainsi qu'un appartement d'apparat où séjourna le Cardinal de Richelieu. Le 3e étant réservé à la famille seigneuriale et à la chapelle et enfin le dernier niveau aux domestiques .
Cette partie fut construite entre 1634 et 1639 par Jacques de Grimoard de Beauvoir du Roure et son fils. On peut observer le nombre important de fenêtres à meneaux laissant pénétrer très fortement le jour, donnant à l'édifice une clarté intérieure peu commune . 
L'ensemble de ces bâtisses restera propriété de la famille des Roure jusqu'en 1899. L'évêché de Nîmes, devenu propriétaire y installe l'école catholique du village qui occupe le Château jusqu'en 2001; date à laquelle l'ensemble trop onéreux à entretenir revient à la mairie qui en a fait l’acquisition en 1982. L'école Saint-Laurent est alors transférée dans de nouveaux locaux.

## Le château aujourd'hui
Depuis la fin des années 1990, la commune a créé un complexe culturel dans le château avant d'y transférer la mairie en 2008 .
Cette partie du château, restaurée et inaugurée en 2008 abrite désormais la mairie et est devenu le lieu culturel de la commune avec salles d'expositions, salles de dessins et peintures, de danse ou de musique pouvant accueillir les différentes associations.
Les écuries, les cuisines et galeries furent construites entre 1645 et 1652. Ces salles sont devenues aujourd'hui respectivement, la bibliothèque, la salle de cinéma et la salle des fêtes.   
Le vieux donjon restauré à l'extérieur n'a pas été réhabilité.
L'été la Cour du Château accueille le festival Chanson de Parole, puis Barjac M'en Chante, pour une Semaine de Chanson .